# نيتي ستيفنز
نيتي ماريا ستيفنز (بالإنجليزية: Nettie Stevens)‏ (7 يوليو 1861 - 4 مايو 1912) هي إحدى عالمات علم الوراثة الأمريكي في وقت مبكر. اكتشفت ستيفنز في عام 1906، أن الخنافس الذكور تنتج نوعين من الحيوانات المنوية، واحدة ذات كروموسوم كبير وواحدة ذات كروموسوم صغير. عندما خصبت الحيوانات المنوية ذات الكروموسوم كبير البويضات، أنتجت ذرية الإناث، وعندما خصّبت الحيوانات المنوية ذات الكروموسوم الصغيرة البويضات، أنتجت ذرية الذكور. وقد لوحظ هذا النمط في الحيوانات الأخرى، بما في ذلك البشر، وأصبح يعرف باسم نظام تحديد الجنس إكس- واي.

## النشأة
وُلدت نيتي ماريا ستيفنز في 7 يوليو 1861، في كافنديش، فيرمونت، إلى جوليا (ني آدامز) وأفرايم ستيفنز. بعد وفاة والدتها، تزوج والدها وانتقلت العائلة إلى ويستفورد، ماساتشوستس، حيث تخرجت ستيفنز من أكاديمية وستفورد في عام 1880.
عملت ستيفنز بالمدرسة الثانوية وكانت أمينة مكتبة. وشملت واجباتها تدريس دورات في علم وظائف الأعضاء وعلم الحيوان، وكذلك الرياضيات واللاتينية والإنجليزية. قد يكون اهتمامها في علم الحيوان تأثر بأخذ دورة تدريبية للمعلمين في مارثا فينيارد في تسعينيات القرن الماضي.

## التعليم
بعد التدريس لمدة ثلاث فترات، واصلت تعليمها في مدرسة ويستفيلد العادية (الآن جامعة ويستفيلد الحكومية) وأنجزت دورة لمدة أربع سنوات في عامين فقط، وتخرجت مع أعلى الدرجات في فئتها.
بعد التخرج، التحقت نيتي بجامعة ستانفورد، حيث حصلت على درجة البكالوريوس في عام 1899 ودرجة الماجستير في عام 1900. كما أنهت سنة واحدة من الدراسات العليا في علم وظائف الأعضاء تحت إشراف أستاذ جينكينز والأنسجة وعلم الخلايا تحت إشراف الأستاذ ماكفارلاند. واصلت ستيفنز دراستها في علم الخلايا في كلية برين ماور، حيث حصلت على الدكتوراه. وتأثرت بعمل رئيس قسم البيولوجيا السابق، إدموند بيتشر ويلسون، ومن قبل خلفه توماس هانت مورغان.
في سنتها الأولى في برين مور، تلقت ستيفنز منحة دراسية عليا في علم الأحياء. في العام التالي، تم تعيينها في زمالة الاتحاد الأوروبي، ودرست في جامعة فورتسبورغ، ألمانيا. كما درست الكائنات البحرية في هلغولاند وجمعية نابولي للحيوانات. بعد حصولها على الدكتوراه. من برين مور، عُيِّنت ستيفنز مساعدة في معهد كارنيغي لواشنطن في العام 1904-1905. ظهرت عدة دراسات لاحقة من الخلايا الجرثومية نتيجة لذلك. في عام (1905) فازت ستيفنز بجائزة 1000 $ لأفضل ورقة علمية كتبتها امرأة. وأبرزت دراسة أخرى، «دراسات في الحيوانات المنوية» دخولها إلى التركيز الواعد على نحو متزايد في دراسات تحديد الجنس والميراث الكروموسومي. في هذا المعهد، عملت ستيفنز على تقرير الجنس والوراثة ونشرته في عام 1905. في برين مور، ركزت ستيفنز على موضوعات مثل التجدد في الكائنات البدائية متعددة الخلايا، وهيكل الكائنات الحية المنفردة، وتطوير الحيوانات المنوية والبيض، والخلايا الجرثومية للحشرات، والانقسام الخلوي في قنافذ البحر والديدان. في عام 1908، تلقت ستيفنز زمالة أليس فريمان بالمر من رابطة ألومناي الجماعية، والتي تُعرف الآن باسم الرابطة الأمريكية للجامعات النسائية. خلال عام زمالاتها، درست ستيفنز في محطة نابولي للحيوان وجامعة ورزبورغ، بالإضافة إلى المختبرات الزائرة في جميع أنحاء أوروبا.

## الحياة المهنية
كانت ستيفنز واحدة من أوائل الأمريكيات التي يعترف بها لمساهمتها في العلوم. لم تبدأ أبحاثها حتى الثلاثينات من عمرها، وأكملت الدكتوراه. في عام 1903، انتهت ستيفنز من بحثها في كلية برين ماور. وكان أعلى مرتبة لها هي زميلة في المورفولوجيا التجريبية (1905-1912). وقد نجحت في توسيع مجالات علم الوراثة وعلم الخلايا وعلم الأجنة.
فشلت ستيفنز في الحصول على منصب جامعي منتظم كامل، إلا أنها حققت مهنة بحثية في قيادة المحطات البحرية والمختبرات. شمل سجلها المحتوي على 38 من المنشورات العديد من المساهمات الرئيسية التي تزيد من ظهور أفكار الوراثة الكروموسومية. ونتيجة لبحثها، قدمت ستيفنز أدلة حاسمة على النظريات المندلية والكروموسومية في الوراثة.
عملت ستيفنز لتكون قادرة على أن تصبح باحثًا كاملًا في برين ماور، ومع ذلك، قبل أن تتمكن من أخذ الاستاذية البحثية مرضت، وتوفيت في 4 مايو 1912، من سرطان الثدي في مستشفى جونز هوبكنز.
بعد وفاتها، كتب توماس هانت مورغان نعي واسع لمجلة العلوم. في رسالة سابقة من التوصية كتب: «من طلاب الدراسات العليا التي كان لي خلال السنوات الاثنتي عشرة الماضية لم يكن لدي أي شخص كان قادرًا ومستقلًا في البحث كما كانت ملكة الجمال ستيفنز.»

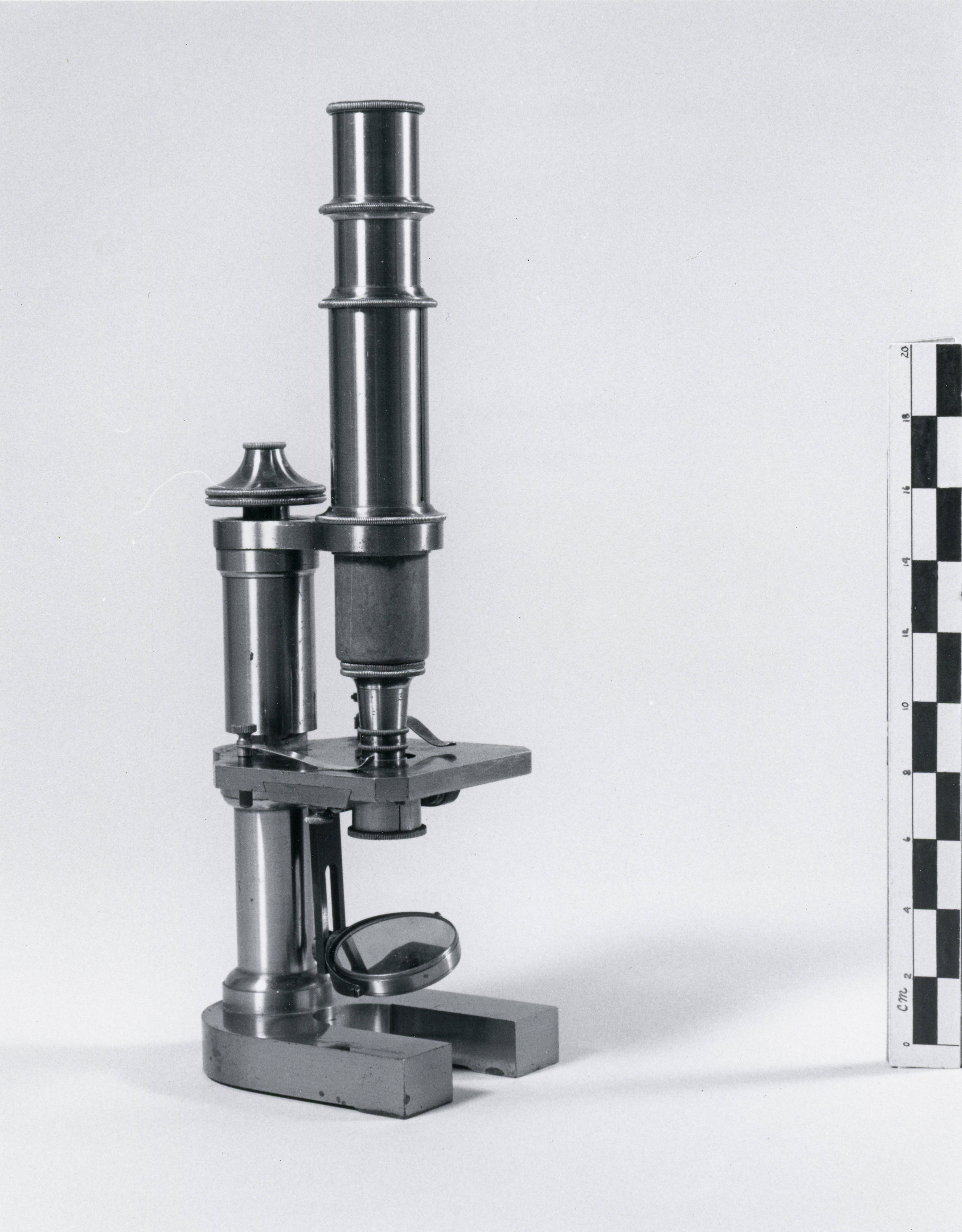
ميكروسكوب نيتي ستيفنز

وباستخدام ملاحظات كروموسومات الحشرات اكتشفت أن الكروموسومات تختلف في بعض الأنواع بين الجنسين. وكان هذا الاكتشاف أول مرة يمكن فيه ربط الاختلافات الملحوظة في الكروموسومات مع اختلاف ملحوظ في الخصائص الفيزيائية (أي ما إذا كان الفرد ذكرًا أو أنثى). وقد تم هذا العمل في عام 1905. استخدمت التجارب التي أجريت لتحديد هذا مجموعة من الحشرات. عرفت كروموسوم Y في ميلورم، تينبريو. واستنتجت أن أساس الكروموسومات من الجنس يعتمد على وجود أو عدم وجود كروموسوم Y. اقترحت دراسة ستيفنز لأنسجة البويضة وعملية التخصيب، أن الكروموسومات موجودة دائما في شكل أزواج وأن الكروموسوم Y كان زوج من كروموسوم X اكتشف في عام 1890 من قبل هيرمان هينكينغ. أدركت أن الفكرة السابقة من كلارنس إروين مكلونغ، أن الكروموسوم X يحدد الجنس، كان خطأ وأن تحديد الجنس، في الواقع، يرجع إلى وجود أو عدم وجود كروموسوم Y. سمت ستيفنز الكروموسوم "Y" لتمييزه ببساطة عن كروموسوم "X" أبجديا.. أجرى ويلسون اختبارات فقط على الخصيتين إذ كانت البويضة دهنية جدًا. بعد اكتشافها، أعاد ويلسون إصدار ورقته الأصلية واعترف بنتيجة ستيفنز.

## روابط خارجية
- نيتي ستيفنز على موقع الموسوعة البريطانية (الإنجليزية)
- نيتي ستيفنز على موقع الموسوعة البريطانية (الإنجليزية)
- نيتي ستيفنز على موقع إن إن دي بي (الإنجليزية)